# Aurélio Miguel
Aurélio Fernández Miguel (* 10. března 1964 São Paulo) je bývalý brazilský zápasník – judista katalánského původu. Olympijský vítěz z roku 1988.

## Sportovní kariéra
V dětství ho trápila bronchitida a na doporučení lékaře ho rodiče zapsali ve čtyřech letech na judo. Jeho trenérem (učitelem) byl Massao Shinohara. Byl vyznavačem pasivního stylu boje s kvalitní fyzickou přípravou a krásným aši-waza. V brazilské seniorské reprezentaci se pohyboval od 16 let. S vedením svazu a reprezentačními trenéry však měl neustálé konflikty. Jeho hlavním rivalem v reprezentaci byl Dougles Vieira. Vieru pravidelně porážel, přesto nedostával na velkých akcích příležitost. V roce 1984 přišel o účast olympijských hrách v Los Angeles, kde nakonec Vieira bral stříbro. Reprezentační jedničkou se stal od roku 1987 a v roce 1988 jako první Brazilec získal zlatou olympijskou medaili v judu na olympijských hrách v Soulu. Rok na to se však opět nepohodl s vedením svazu a tatami se vrátil až s blížícími se olympijskými hrami v Barceloně v roce 1992. Do domoviny svých předků nepřijel v optimální formě a nakonec skončil bez umístění. V roce 1996 mu v zisku druhé zlaté olympijské medaile na olympijských hrách v Atlantě zabránil tehdy neporazitelný Polák Paweł Nastula. Sportovní kariéru ukončil v roce 2001.

## Výsledky

### Váhové kategorie
| Turnaj                  | 1982           | 1983           | 1984           | 1985           | 1986           | 1987           | 1988           | 1989           | 1990           | 1991           | 1992           | 1993           | 1994           | 1995           | 1996           | 1997           | 1998           | 1999           |
| Turnaj                  | 18             | 19             | 20             | 21             | 22             | 23             | 24             | 25             | 26             | 27             | 28             | 29             | 30             | 31             | 32             | 33             | 34             | 35             |
| Turnaj                  | polotěžká váha | polotěžká váha | polotěžká váha | polotěžká váha | polotěžká váha | polotěžká váha | polotěžká váha | polotěžká váha | polotěžká váha | polotěžká váha | polotěžká váha | polotěžká váha | polotěžká váha | polotěžká váha | polotěžká váha | polotěžká váha | polotěžká váha | polotěžká váha |
| ----------------------- | -------------- | -------------- | -------------- | -------------- | -------------- | -------------- | -------------- | -------------- | -------------- | -------------- | -------------- | -------------- | -------------- | -------------- | -------------- | -------------- | -------------- | -------------- |
| Olympijské hry          |                |                | —              |                |                |                | 1.             |                |                |                | úč.            |                |                |                | 3.             |                |                |                |
| Mistrovství světa       |                | —              |                | —              |                | 3.             |                | —              |                | —              |                | 2.             |                | —              |                | 2.             |                | úč.            |
| Panamerické hry         |                | 2.             |                |                |                | 1.             |                |                |                | —              |                |                |                | —              |                |                |                | —              |
| Panamerické mistrovství | 1.             |                | —              | 1.             | 1.             |                | 1.             |                | —              |                | 1.             |                | —              |                | 1.             | 1.             | —              | —              |
| MS juniorů              |                | 1.             |                |                |                |                |                |                |                |                |                |                |                |                |                |                |                |                |

### Bez rozdílu vah
| Turnaj            | 1982 | 1983 | 1984 | 1985 | 1986 | 1987 | 1988 | 1989 | 1990 | 1991 | 1992 | 1993 | 1994 | 1995 | 1996 | 1997 | 1998 | 1999 |
| Turnaj            | 18   | 19   | 20   | 21   | 22   | 23   | 24   | 25   | 26   | 27   | 28   | 29   | 30   | 31   | 32   | 33   | 34   | 35   |
| ----------------- | ---- | ---- | ---- | ---- | ---- | ---- | ---- | ---- | ---- | ---- | ---- | ---- | ---- | ---- | ---- | ---- | ---- | ---- |
| Mistrovství světa |      | —    |      | —    |      | —    |      | —    |      | —    |      | —    |      | —    |      | 7.   |      | —    |